# Sphex pensylvanicus
Sphex pensylvanicus là một loài côn trùng cánh màng trong họ Sphecidae, thuộc chi Sphex. Loài này được Linnaeus mô tả khoa học đầu tiên năm 1763.

## Hình ảnh

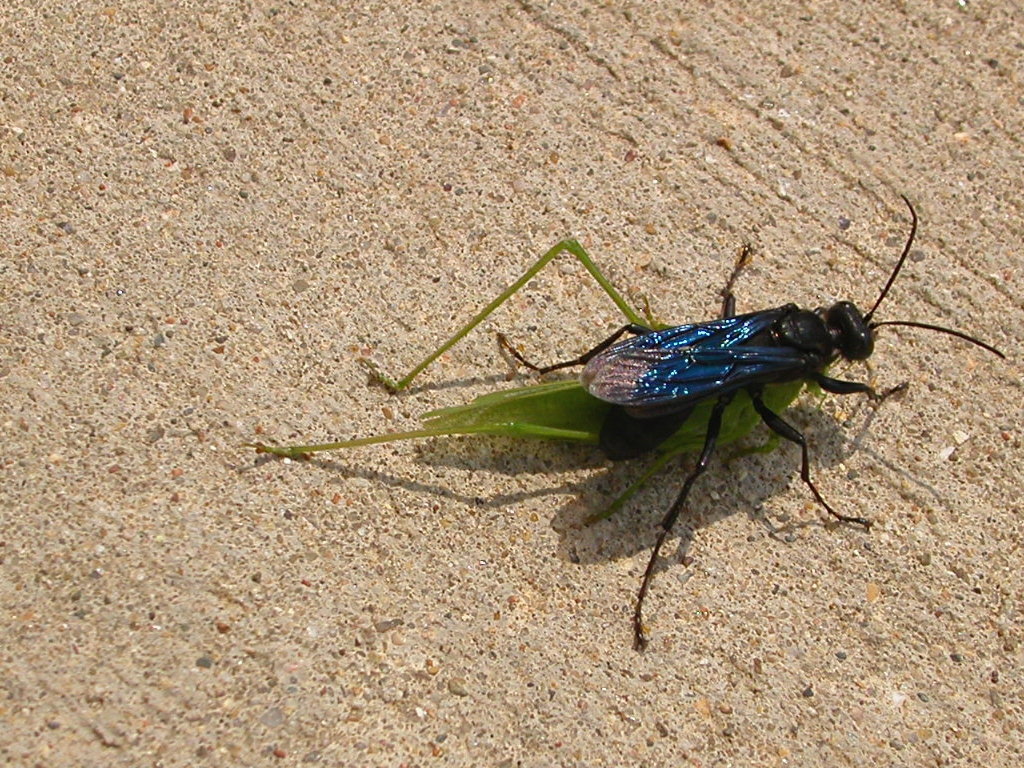